# Nysier Brooks
Nysier Ta-Jhon Brooks (Filadelfia, Pensilvania; 5 de diciembre de 1996) es un baloncestista estadounidense que pertenece a la plantilla del New Taipei CTBC DEA de la TPBL taiwanesa. Con 2,13 metros de estatura, juega en la posición de pívot. 

## Trayectoria deportiva

### Universidad
Jugó tres temporadas con los Bearcats de la Universidad de Cincinnati, en las que promedió 4,4 puntos y 3,4 rebotes por partido. Al término de la tercera temporada fue transferido a los Hurricanes de la Universidad de Miami, donde tras pasar el año en blanco que imponía la NCAA por transferencias, jugó una temporada en la que promedió 7,4 puntos, 5,8 rebotes y 1,0 tapones por partido.
Tras graduarse, optó por jugar una quinta temporada que se les permitía a los jugadores por la pandemia de COVID-19, firmando con los Ole Miss Rebels de la Universidad de Misisipi, en la que promedió 9,8 puntos, 7,3 rebotes y 1,3 tapones por encuentro.

### Profesional
Tras no ser elegido en el Draft de la NBA de 2022, fichó por los Newfoundland Growlers de la Canadian Elite Basketball League, promediando 10,9 puntos, 7,4 rebotes y 1,0 tapones por partido.
En octubre de 2023 fichó por el VEF Riga de la Latvian-Estonian Basketball League. Allí promedió 12,6 puntos y 7,7 rebotes por partido, y tras ganar liga y copa y ser elegido MVP de los playoffs de la LBL, fichó por el equipo chino del Hebei Xianglan.
El 20 de octubre de 2023 regresó a Europa, para fichar por el Strasbourg IG de la LNB Pro A francesa.
El 11 de julio de 2024 firmó con BC Samara de la VTB United League. El 17 de diciembre firmó con el New Taipei CTBC DEA de la Taiwan Professional Basketball League (TPBL).